# Spellbound (videojoc)
Spellbound és el segon de la sèrie de videojocs Magic Knight. La protagonista s'allibera a si mateixa i els seus amics d'un castell.